# Wouter Crabeth II
Wouter Pietersz. Crabeth II (Gouda, 1594 – Gouda, 18 de juny de 1644) fou un pintor neerlandès de l'Edat d'Or d'aquella part d'Europa.

## Biografia
Wouter Crabeth va néixer a la ciutat de Gouda el 1594. Era fill de l'escriptor i polític Pieter Woutersz Crabeth. El seu avi era Wouter Crabeth I, que va ser un cèlebre vidrier. Crabeth va aprendre amb Cornelis Ketel, oncle de Cornelis Ketel el Jove . També va poder haver estat aprenent d' Abraham Bloemaert a Utrecht.
En 1613, Crabeth va fer el seu Grand Tour . Un recorregut que va acabar a Florència i Roma, i que era considerat un element necessari per completar la formació clàssica d'un artista flamenc de l'època. Va estar a París el 1615 ia Aix-en-Provence el següent any. Després va viatjar a Itàlia, on va estudiar les seves obres mestres i on va assistir a diverses acadèmies i tallers de pintura. El 1619, mentre es trobava a Roma, es va convertir en membre del grup dels Bentvueghels, que formaven pintors com Cornelis van Poelenburgh, Bartholomeus Breenbergh, Wybrand de Geest i Leonaert Bramer. Li van donar el sobrenom de " D'Almanac " (L'almanac). Crabeth és representat amb aquest sobrenom en un dibuix anònim pintat el 1620 i conservat al Museum Boijmans Van Beuningen de Rotterdam. Crabeth era llavors conegut com Wouter van der Gou (Wouter de Gouda) i era vist sovint al costat d'altres membres dels Bentvueghels.
En 1626, va tornar a Gouda, com schutter, (soldat). El 1628, va contreure matrimoni amb la filla de l'alcalde, Adriana Gerritsdr Vroesen. El mateix any, alhora que el seu pare es convertia en alcalde, ell va ser nomenat capità de Schutterij (cos militar de voluntaris que existia als Països Baixos a l'Edat Mitjana ia principis de l'Edat Moderna) un càrrec que va exercir fins a la seva mort en 1644. En l'exercici d'aquest lloc, va participar en 1629 al Setge de Bolduque .
Abans d'això, va rebre l'encàrrec de Petrus Purmerent per fer dos retaules per a l'església catòlica de Saint-Jean-Baptiste i Catharinagasthuis, que eren L'Assumpció de la Mare de Déu (Ten-Hemelopneming van Maria) i El dubte de Tomàs (Ongelovige Thomas) . Aquests quadres es troben actualment al Museum Het Catharina Gasthuis de Gouda i al Rijksmuseum d'Amsterdam. Tots dos mostren una forta influència de la pintura italiana i es troben estilísticament proper a Caravaggio. El 1631 i 1641, Crabeth va pintar dos retaules més per a l'església de Saint-Jean-Baptiste, que es troben també al Museum Het Catharina Gasthuis.

## Obres importants
- L'adoració dels reis mags (Aanbidding der Koningen), 1631 (Museum het Catharina Gasthuis Gouda).
- Entreteniment dels pastors (Herdersvermaak) (Koninklijk Museum voor Schone Kunsten, Anvers).
- L'Assumpció de la Verge Maria (Ten-Hemelopneming van Maria), 1628 (Museum het Catharina Gasthuis, Gouda). Aquest quadre va ser realitzat el 1628 per Crabeth com a tela d'altar, encarregat per Petrus Purmerent per a una església clandestina. Oblidat durant més de tres segles, va ser redescobert el 1970 – a l'àtic de la rectoria, pel llavors director del Catharina Gasthuis a Gouda, Dr. Jan Schouten. L'obra s'exhibeix al nou museu.
- Els bevedors (atribuïda; actualment en col·lecció privada, venuda l'11 de març de 1999).
- Companyia de músics . (Szépmüvézeti Muzeum, Budapest).
- La conversió de Guillem d'Aquitània per Bernat de Claravall (Bernard van Clairvaux bekeert Willem van Aquitanië, 1641 (Museum het Catharina Gasthuis de Gouda).
- Parella que toca la flauta (Koninklijk Museum voor Schone Kunsten, Anvers).
- El guerrer moribund (Stervende krijgsman) (col·lecció privada).
- Els jugadors de cartes (Muzeum Narodowe, Varsòvia).
- Els jugadors de cartes (col·lecció privada).
- Harmanus Herberts i els seus oficials, 1642 (Museum het Catharina Gasthuis Gouda).
- El Sant Enterrament, probablement destruït el 1945 (vist per última vegada al Kaiser-Friedrich-Museum, a Berlín).
- Els casaments de Canà (De Bruiloft et Kana), pintat el 1640 (Museum het Catharina Gasthuis Gouda).
- El dubte de Tomàs (Ongelovige Thomas), sobre 1628 (Rijksmuseum, Amsterdam – loaned to the Catharina Gasthuis (MuseumgoudA), Gouda).
- Les Tricheurs (Gemäldegalerie, Berlín).